# Gymnoscopelus piabilis
El mictófido de puntos-negros (Gymnoscopelus piabilis), es una especie de pez marino de la familia de los mictófidos o peces linterna.

## Morfología
Su longitud máxima descrita es de 14'6 cm, sin espinas en las aletas y más de una docena de radios blandos tanto en la aleta dorsal como en la aleta anal. Son luminiscentes, con hileras de fotóforos a lo largo de su cuerpo.

## Distribución y hábitat
Es un pez marino bati-pelágico de aguas profundas, oceanódromo, también mesopelágico normalmente por debajo de los 100 m de profundidad.
Generalmente se encuentra entre la zona de convergencia subtropical y el frente polar antártico, entre los 19º y 62° de latitud sur, cercano a la Antártida tanto en el océano Atlántico, océano Índico y sur de Australia y Nueva Zelanda, pero ausente en la zona antártica del océano Pacífico. A veces es encontrado algo más al norte, habiéndose descrito capturas en Sudáfrica, en Argentina y ern Uruguay.
Es una presa habitual de la merluza negra, pues se ha encontrado con cierta frecuencia en sus estómagos, al igual que de la merluza argentina.